# کاناکو یونکورا
کاناکو یونکورا (انگلیسی: Kanako Yonekura؛ زادهٔ ۲۹ اکتبر ۱۹۷۶) بدمینتون‌باز زن اهل ژاپن بود.